# Ectasiocnemis laciniata
Ectasiocnemis laciniata es una especie de coleóptero de la familia Scraptiidae.

## Distribución geográfica
Habita en Afganistán.